# Mann-Weib-Sünde
Mann-Weib-Sünde (Originaltitel: Man, Woman and Sin) ist ein US-amerikanisches Stummfilmdrama aus dem Jahr 1927 von Monta Bell mit John Gilbert in der Hauptrolle.

## Handlung
Albert Whitcomb, als armer Junge in den Slums aufgewachsen, beginnt seine Karriere als Zeitungsfalter. Als Reporter verliebt er sich in Vera Worth, die Gesellschaftsredakteurin, ohne zu wissen, dass die Miete für ihre Wohnung vom Besitzer der Zeitung bezahlt wird. Während er sie besucht, tötet Albert den Besitzer aus Selbstverteidigung, doch Vera begeht beim Prozess einen Meineid, um ihren Ruf zu schützen. Später erzählt sie dem Gericht jedoch die Wahrheit und befreit damit Albert.

## Hintergrund
Cedric Gibbons und Merrill Pye oblag die künstlerische Leitung. Nick Grinde arbeitete als Regieassistent.

## Veröffentlichung
Die Premiere des Films fand am 19. November 1927 statt. 1928 kam er im Deutschen Reich und in Österreich in die Kinos.

## Kritiken
Wilella Waldorf beschrieb den Film der New York Post als eine nachdenkliche, intelligente Geschichte über jugendliche Desillusionierung, die ausschließlich in Bildern von einem Regisseur mit Fantasie und Können erzählt werde.
Robert E. Sherwood schrieb im Life-Magazin, John Gilbert spiele den arglosen, verwirrten Jugendlichen – eine deutliche Abkehr von seinem üblichen Stil –, eine wirkungsvolle Jeanne Eagels sei als räuberische Gesellschaftsredakteurin exzellent, wenn sie die Chance habe, loszulegen.

## Auszeichnungen
1928 wurde der Film mit zwei Photoplay Awards für die beste Leistung des Monats Januar geehrt: als bester Film und für den besten Darsteller (John Gilbert).